# Комура Еріка
Комура Еріка (5 серпня 1982) — японська синхронна плавчиня.
Учасниця Олімпійських Ігор 2008 року. Срібна медалістка Чемпіонату світу 2005 року в змаганнях груп та комбінації.